# Shereen Audi
Shereen Audi (nacida en 1970 en Amán ) es una artista visual jordana.
Se graduó en el Instituto de Bellas Artes de Amán en 1992. Ha continuado sus estudios en el Taller de Impresión de la Galería Nacional de Bellas Artes de Jordania y en la Academia de Verano de Darat al Funun, estudiando arte y grabado. Allí, trabajó con artistas como Khaled Khries, Nedim Kufi, Mahmoud Obaidi y Lynne Allen.
Después de graduarse del Instituto de Bellas Artes, Audi comenzó a mostrar su trabajo en exposiciones. En los primeros años de su carrera, se dedicó principalmente a pintar. Posteriormente, comenzaría a trabajar con técnica mixta, videoarte y fotografía.
Audi aboga por la igualdad y los derechos de las mujeres para que puedan alcanzar su máximo potencial creativo. Los temas de la mujer y la identidad femenina aparecen con frecuencia en su obra.
En su trabajo, utiliza varias técnicas y herramientas, incluida la pintura acrílica, la fotografía y el videoarte. Audi da prioridad al rojo, al negro y al blanco en su arte. Además de al menos diez exposiciones individuales, ha participado en exposiciones colectivas en Alemania, Baréin, Líbano, Argelia, Egipto y Jordania. En su décima exposición individual, Dreams Give Hope, exhibió collages. En Wall Street International, Rawan Al Adwan describió el trabajo de Audi como "caracterizado por la simplicidad en la aplicación de los colores en el lienzo sin mezclarlos, una perspectiva alterada que incluye líneas longitudinales y transversales". Audi ha citado a Joan Miró, Pablo Picasso, Jackson Pollock, Franz Kline, Robert Motherwell, Andy Warhol y artistas árabes contemporáneos como algunas de sus influencias.
Audi reside en Amán.